# Чемпіонат світу з легкої атлетики 2017 — біг на 200 метрів (чоловіки)
Змагання з бігу на 200 метрів серед чоловіків на Чемпіонаті світу з легкої атлетики 2017 у Лондоні проходили 7, 9 і 10 серпня на Олімпійському стадіоні.

## Рекорди
На початок змагань основні рекордні результати були такими:
| WR | Усейн Болт Ямайка      | 19,19 | Берлін Німеччина | 20 серпня 2009 |
| CR | Усейн Болт Ямайка      | 19,19 | Берлін Німеччина |                |
| WL | Айзек Маквала Ботсвана | 19,77 | Мадрид Іспанія   | 14 липня 2017  |

## Розклад
| Дата           | Час початку | Стадія    |
| -------------- | ----------- | --------- |
| 7 серпня 2017  | 18:30       | Забіги    |
| 9 серпня 2017  | 20:55       | Півфінали |
| 10 серпня 2017 | 21:50       | Фінал     |

Вказаний місцевий час (UTC+0)

## Результати

### Забіги
Умови кваліфікації до наступного раунду: перші троє з кожного забігу (Q) та троє найшвидших за часом з тих, які посіли у забігах місця, починаючи з четвертого (q).
Забіг 1
Вітер: -0,5 м/с
| Місце | Атлет                  | Країна            | Час   | Примітки |
| ----- | ---------------------- | ----------------- | ----- | -------- |
| 1     | Йоган Блейк            | Ямайка            | 20,39 | Q        |
| 2     | Абдул Хакім Сані Браун | Японія            | 20,52 | Q        |
| 3     | Алекс Вілсон           | Швейцарія         | 20,54 | Q        |
| 4     | Сергій Смелик          | Україна           | 20,58 |          |
| 5     | Терей Сміт             | Багамські Острови | 20,77 |          |
| 6     | Бернардо Балойєс       | Колумбія          | 20,86 |          |
| 7     | Мохамед Альсаді        | Оман              | 21,50 |          |

Забіг 2
Вітер: -0,6 м/с
| Місце | Атлет               | Країна                 | Час   | Примітки |
| ----- | ------------------- | ---------------------- | ----- | -------- |
| 1     | Джерім Річардс      | Тринідад і Тобаго      | 20,05 | Q        |
| 2     | Кайрі Кінг          | США                    | 20,41 | Q        |
| 3     | Рашид Дваєр         | Ямайка                 | 20,49 | Q        |
| 4     | Джонатан Кварку     | Норвегія               | 20,60 |          |
| 5     | Жеффре Джон         | Франція                | 20,66 |          |
| 6     | Марк Отьєно Одіамбо | Кенія                  | 20,74 |          |
| 7     | Іфеаньї Отуоньє     | Острови Теркс і Кайкос | 21,91 |          |

Забіг 3
Вітер: 0,3 м/с
| Місце | Атлет                     | Країна          | Час   | Примітки |
| ----- | ------------------------- | --------------- | ----- | -------- |
| 1     | Вайде ван Нікерк          | ПАР             | 20,16 | Q        |
| 2     | Денієл Телбот             | Велика Британія | 20,16 | Q, PB    |
| 3     | Ян Волько                 | Словаччина      | 20,52 | Q        |
| 4     | Алонсо Едвард             | Панама          | 20,61 | SB       |
| 5     | Сібусісо Маценджва        | Свазіленд       | 20,67 |          |
| 6     | Альдемір да Сільва Жуніор | Бразилія        | 20,82 |          |
| 7     | Беркхарт Елліс            | Барбадос        | 20,99 |          |

Забіг 4
Вітер: 0,7 м/с
| Місце | Атлет             | Країна                        | Час   | Примітки  |
| ----- | ----------------- | ----------------------------- | ----- | --------- |
| 1     | Раміль Гулієв     | Туреччина                     | 20,16 | Q         |
| 2     | Амір Вебб         | США                           | 20,22 | Q         |
| 3     | Крістоф Леметр    | Франція                       | 20,40 | Q         |
| 4     | Вілфрід Коффі Хуа | Кот-д'Івуар                   | 20,49 | q         |
| 5     | Давід Ліма        | Португалія                    | 20,54 | q         |
| 6     | Салем Ейд Якуб    | Бахрейн                       | 20,84 |           |
| 7     | Кабонго Мулумба   | Демократична Республіка Конго | 23,57 | PB        |
|       | Пол Налау         | Вануату                       | DQ    | R163.3(а) |

Забіг 5
Вітер: -0,6 м/с
| Місце | Атлет          | Країна            | Час   | Примітки |
| ----- | -------------- | ----------------- | ----- | -------- |
| 1     | Сідні Сіаме    | Замбія            | 20,29 | Q, NR    |
| 2     | Кайл Гро       | Тринідад і Тобаго | 20,48 | Q        |
| 3     | Філіппо Торту  | Італія            | 20,59 | Q        |
| 4     | Воррен Вейр    | Ямайка            | 20,60 |          |
| 5     | Адама Джаммех  | Гамбія            | 20,79 |          |
| 6     | Джеремі Додсон | Самоа             | 20,81 |          |
|       | Айзек Маквала  | Ботсвана          | DNS   |          |

Забіг 6
Вітер: 0,6 м/с
| Місце | Атлет                     | Країна          | Час   | Примітки |
| ----- | ------------------------- | --------------- | ----- | -------- |
| 1     | Ісайя Янг                 | США             | 20,19 | Q        |
| 2     | Акані Сімбіне             | ПАР             | 20,26 | Q        |
| 3     | Лікургос-Стефанос Цаконас | Греція          | 20,37 | Q        |
| 4     | Жарнел Г'юз               | Велика Британія | 20,43 | q        |
| 5     | Ахмед Алі                 | Судан           | 20,64 |          |
| 6     | Джозеф Міллар             | Нова Зеландія   | 20,97 |          |
| 7     | Фабріс Дабла              | Того            | 21,40 |          |

Забіг 7
Вітер: 0,7 м/с
| Місце | Атлет                       | Країна          | Час   | Примітки  |
| ----- | --------------------------- | --------------- | ----- | --------- |
| 1     | Нетаніел Мітчелл-Блейк      | Велика Британія | 20,08 | Q         |
| 2     | Шота Іїдзука                | Японія          | 20,58 | Q         |
| 3     | Вінстон Джордж              | Гаяна           | 20,61 | Q         |
| 4     | Мухд Ноор Фірдаус Ар-Расиїд | Бруней          | 22,36 |           |
|       | Аарон Браун                 | Канада          | DQ    | R163.3(а) |
|       | Кларенс Муньяї              | ПАР             | DQ    | R163.3(а) |
|       | Джуліус Морріс              | Монтсеррат      | DNS   |           |

Забіг 8
Вітер: 1,4 м/с
| Місце | Атлет         | Країна   | Час   | Примітки |
| ----- | ------------- | -------- | ----- | -------- |
| 1     | Айзек Маквала | Ботсвана | 20,20 | q        |

### Півфінали
Умови кваліфікації до наступного раунду: перші двоє з кожного забігу (Q) та двоє найшвидших за часом з тих, які посіли у забігах місця, починаючи з третього (q).
Забіг 1
Вітер: 2,1 м/с
| Місце | Атлет                  | Країна            | Час   | Примітки |
| ----- | ---------------------- | ----------------- | ----- | -------- |
| 1     | Ісайя Янг              | США               | 20,12 | Q        |
| 2     | Айзек Маквала          | Ботсвана          | 20,14 | Q        |
| 3     | Нетаніел Мітчелл-Блейк | Велика Британія   | 20,19 | q        |
| 4     | Давід Ліма             | Португалія        | 20,56 |          |
| 5     | Шота Іїдзука           | Японія            | 20,62 |          |
| 6     | Філіппо Торту          | Італія            | 20,62 |          |
| 7     | Акані Сімбіне          | ПАР               | 20,65 |          |
| 8     | Кайл Гро               | Тринідад і Тобаго | 20,69 |          |

Забіг 2
Вітер: -0,3 м/с
| Місце | Атлет                  | Країна            | Час   | Примітки |
| ----- | ---------------------- | ----------------- | ----- | -------- |
| 1     | Джерім Річардс         | Тринідад і Тобаго | 20,14 | Q        |
| 2     | Абдул Хакім Сані Браун | Японія            | 20,43 | Q        |
| 3     | Йоган Блейк            | Ямайка            | 20,52 |          |
| 4     | Сідні Сіаме            | Замбія            | 20,54 |          |
| 5     | Кайрі Кінг             | США               | 20,59 |          |
| 6     | Ян Волько              | Словаччина        | 20,61 |          |
| 7     | Жарнел Г'юз            | Велика Британія   | 20,85 |          |
| 8     | Алекс Вілсон           | Швейцарія         | 21,22 |          |

Забіг 3
Вітер: 0,3 м/с
| Місце | Атлет                     | Країна          | Час   | Примітки |
| ----- | ------------------------- | --------------- | ----- | -------- |
| 1     | Раміль Гулієв             | Туреччина       | 20,17 | Q        |
| 2     | Амір Вебб                 | США             | 20,22 | Q        |
| 3     | Вайде ван Нікерк          | ПАР             | 20,28 | q        |
| 4     | Крістоф Леметр            | Франція         | 20,30 |          |
| 5     | Денієл Телбот             | Велика Британія | 20,38 |          |
| 6     | Лікургос-Стефанос Цаконас | Греція          | 20,73 |          |
| 7     | Вінстон Джордж            | Гаяна           | 20,74 |          |
| 8     | Вілфрід Коффі Хуа         | Кот-д'Івуар     | 20,80 |          |

### Фінал
Вітер: -0,1 м/с
| Місце | Атлет                  | Країна            | Час   | Примітки |
| ----- | ---------------------- | ----------------- | ----- | -------- |
| 1     | Раміль Гулієв          | Туреччина         | 20,09 |          |
| 2     | Вайде ван Нікерк       | ПАР               | 20,11 |          |
| 3     | Джерім Річардс         | Тринідад і Тобаго | 20,11 |          |
| 4     | Нетаніел Мітчелл-Блейк | Велика Британія   | 20,24 |          |
| 5     | Амір Вебб              | США               | 20,26 |          |
| 6     | Айзек Маквала          | Ботсвана          | 20,44 |          |
| 7     | Абдул Хакім Сані Браун | Японія            | 20,63 |          |
| 8     | Ісайя Янг              | США               | 20,64 |          |